# Ампер-завој
Ампер-завој (ампер-завојак, ампер-навој или ампер-навојак), је јединица магнетомоторне силе установљена на бази јачине струје у једном завоју жице.
Пошто ампер-завој није СИ дефинисана јединица, често се једноставно користи ампер/метар у прорачунима. Ради јасноће је ипак добро писати ампер-завој, јер иначе може доћи до збрке код одређивања јединица у резултату формула.
Сљедећа формула исказује јачину магнетомоторне силе:
{\displaystyle \mathbf {F_{m}} =\mathbf {N} \mathbf {I} }
гдје је
- {\displaystyle \mathbf {F_{m}} } магнетомоторна сила у ампер-завојима,
- број завоја, и
- струја у амперима.